# テレコム・アニメーションフィルム
株式会社テレコム・アニメーションフィルム（英: Telecom Animation Film Co.,Ltd.）は、日本のアニメ制作会社。株式会社トムス・エンタテインメントの機能子会社。

## 概要
国内のテレビアニメに限界を感じた東京ムービー社長の藤岡豊（当時）が、アメリカ進出を夢見て、系列のスタジオにAプロダクションが既にあったにもかかわらず、海外合作のためフル・アニメーションを描けるアニメーター育成を目的に1975年5月19日に設立したものがテレコム・アニメーションフィルム（以下テレコム）である。
1980年代に東京ムービーの社運をかけた大作『NEMO/ニモ』の制作に携わる。その制作準備中に大塚康生、宮崎駿、高畑勲ら東映動画系のスタッフが集い、宮崎による『ルパン三世 カリオストロの城』、高畑による『じゃりン子チエ』などの長編作品を制作。結果的に両名の東映動画からスタジオジブリに至る長編アニメ制作の橋渡しをすることになった。
『NEMO/ニモ』完成後は主にアメリカ作品の外注を手がけ、日本のアニメスタジオとしては異例のエミー賞4度の受賞などアメリカのアニメーション業界ではその作画力は評価が高い。1990年代後半からは国内作品の制作も多くなった。テレコム技術顧問を務める大塚によるアニメーター通信講座「アニメ塾」も主催。

## 沿革
1978年3月に読売新聞に募集広告を出し、1000人を越える応募者の中から、アニメーションの経験がないということを基準に43人が選抜され、4月から月岡貞夫が初期教育にあたった。同年の実験的な短編作品『おばけちゃん』がテレコムの初作品となり、完成後に月岡はテレコムを去る。
1979年からはシンエイ動画より移籍した大塚康生が新人教育のために経験者のアニメーターに声をかけ、シンエイ動画から田中敦子、原恵子、オープロダクションからは友永和秀、丹内司、山内昇寿郎らがテレコムに参加。日本アニメーションで高畑勲監督作品の制作進行を務め、後にテレコム社長になる竹内孝次が制作担当として移籍したのもこの頃である。『NEMO/ニモ』は準備段階だったため、当初は『ルパン三世（第2シリーズ）』の作画作業を行なった。
10月には宮崎駿の下で劇場アニメ『ルパン三世 カリオストロの城』の制作を担当、さらに1980年には長編第2作として高畑勲を招いて『じゃりン子チエ』に従事。新人たちもこれらを通じて一人前のアニメーターに成長した。その後も宮崎の下で『名探偵ホームズ』に携わるなど、宮崎と高畑の存在はテレコムにとって大きな存在であった。しかし、テレコムにとって本命の『NEMO/ニモ』という企画に対して、高畑と宮崎の両名は否定的であり、宮崎が準備中の『NEMO/ニモ』の代替案として提示した長編作品の企画が採用されなかったために退社、その後『NEMO/ニモ』の監督に決定していた高畑も退社し、優秀な演出家を失うこととなった。
ただし、宮崎は後のアニメ映画『風の谷のナウシカ』の制作母体に当初テレコムを考えたり、テレコムが制作した『ルパン三世 くたばれ!ノストラダムス』にスタジオジブリが制作協力、逆にスタジオジブリ作品に田中敦子などテレコムのスタッフが参加するなど、喧嘩別れしたのではなく、藤岡の『NEMO/ニモ』に賭けた夢に高畑、宮崎の両者とも理解を示していたという。藤岡もスタジオジブリの鈴木敏夫に対して「高畑、宮崎をよろしく」と言っていたという。
『NEMO/ニモ』は1988年に完成するが、制作待機中の1980年代のテレコムは東京ムービー新社の受注したディズニー、ワーナー・ブラザース、フィルメーションなどアメリカのプロダクションの外注を引き受けて、フルアニメーションの技術を習熟していった。その頃の担当作品には『リトルズ』『ギャラクシー・ハイスクール』『ワズルス』『新くまのプーさん』『タイニー・トゥーンズ』などの合作作品を担当。日本国内では知られることはなかったが、ハリウッドでは「4th floor people」として知られる存在だったという。
『ルパン三世 風魔一族の陰謀』を制作したのもこの頃である。また、『NEMO/ニモ』のプロモーションに技術力を示すため、『ルパン三世 カリオストロの城』がアメリカの業界内での上映会に使われ、ハリウッドにおける宮崎駿の知名度が飛躍的に高まったという逸話がある。
その後もテレコムはワーナー・ブラザースのテレビアニメ『バットマン』『スーパーマン』の作画を手がけるなどして、1997年から1998年度のエミー賞「優れたアニメーション演技賞」を八崎健二、矢野雄一郎、増田敏彦、青山浩行の4名のテレコムの原画陣が受賞。1990年からの4度目のエミー賞受賞となっている。
テレビのリミテッドアニメで発展してきた日本のアニメ界において、フルアニメーションの技術を持つスタジオとして存在感を示した。アニメーターの今石洋之や安彦良和らによると、日本のアニメーターの間でもテレコムには名門あるいは最高峰の登龍門というイメージがあるという。これには、テレコムの新人募集に対して、宮崎駿、高畑勲、大塚康生の下で学びたいという志願者が殺到、難関を突破したのは実力者ばかりという理由がある。
2001年、テレコムが長年発注を受けて来たワーナー・ブラザースが、外注を全て韓国に回すようになる。日本国内では東京ムービーの子会社として、東京ムービー新社制作作品の外注をこなしてきたが、2002年にWOWOWで放送された『パタパタ飛行船の冒険』をきっかけに単独制作に参入。海外向けから日本国内向けの制作へ転換する。
またマッドハウスとの共同制作の『無人惑星サヴァイヴ』（2003年 - 2004年）や単独制作作品『タイドライン・ブルー』（2005年）等ジュブナイルSF作品を手がけたほか、日本国内他社が制作する作品のグロス請けも請け負う。
2017年3月期から2期連続で債務超過となっている。同年8月10日付で、資本金を9800万円から1000万円に減資した。

## 作品履歴

### テレビアニメ
| 開始年 | 放送期間           | タイトル                                        | 監督                      | アニメーション プロデューサー | 備考                                       |
| ------ | ------------------ | ----------------------------------------------- | ------------------------- | ----------------------------- | ------------------------------------------ |
| 2002年 | 1月 - 6月          | パタパタ飛行船の冒険                            | 矢野雄一郎                | N/A                           |                                            |
| 2003年 | 10月 - 2004年10月  | 無人惑星サヴァイヴ                              | 矢野雄一郎                | 丸山正雄 竹内孝次             | 共同制作：マッドハウス                     |
| 2004年 | 10月 - 12月        | 双恋                                            | 富沢信雄                  | N/A                           |                                            |
| 2005年 | 7月 - 9月          | タイドライン・ブルー                            | 飯田馬之介                | N/A                           |                                            |
| 2006年 | 7月 - 9月          | 無敵看板娘                                      | 富沢信雄                  | 谷口理                        |                                            |
| 2007年 | 7月27日            | ルパン三世 霧のエリューシヴ                     | 増田敏彦                  | 竹内孝次                      |                                            |
| 2007年 | 10月 - 12月        | もやしもん                                      | 矢野雄一郎                | 粟飯原君江 谷口理             | 共同制作：白組                             |
| 2008年 | 4月 - 9月          | 二十面相の娘                                    | 富沢信雄                  | 谷口理                        | 共同制作：ボンズ                           |
| 2010年 | 4月 - 2011年3月    | ひめチェン!おとぎちっくアイドル リルぷりっ      | 森脇真琴                  | 谷口理                        |                                            |
| 2011年 | 12月2日            | ルパン三世 血の刻印 〜永遠のMermaid〜           | 滝口禎一                  | N/A                           | アニメーション制作協力：日本アニメーション |
| 2012年 | 7月 - 9月          | もやしもん リターンズ                           | 矢野雄一郎                | 樋口真也 上川和也             | 共同制作：白組                             |
| 2014年 | 1月 - 4月          | Z/X IGNITION                                    | 山口祐司                  | 井内知樹                      |                                            |
| 2014年 | 7月 - 9月          | 戦国BASARA Judge End                            | 佐野隆史                  | 伊東耕平                      |                                            |
| 2014年 | 7月 - 12月         | フランチェスカ                                  | 熊谷仁志 矢野雄一郎       | 伊東耕平                      | 共同制作：ハートビット                     |
| 2015年 | 10月 - 2016年3月   | ルパン三世 PART4                                | 友永和秀（総） 矢野雄一郎 | 井内知樹                      |                                            |
| 2016年 | 1月 - 3月          | ファンタシースターオンライン2 ジ アニメーション | 川口敬一郎                | 伊東耕平                      |                                            |
| 2016年 | 1月8日             | ルパン三世 イタリアン・ゲーム                   | 友永和秀（総） 矢野雄一郎 | 井内知樹                      |                                            |
| 2016年 | 7月 - 9月          | orange                                          | 浜崎博嗣                  | 諸澤昌男                      |                                            |
| 2017年 | 1月 - 3月          | チェインクロニクル 〜ヘクセイタスの閃〜         | 工藤昌史                  | 諸澤昌男                      | 共同制作：グラフィニカ                     |
| 2018年 | 4月 - 9月          | ルパン三世 PART5                                | 矢野雄一郎                | 堀川優子                      |                                            |
| 2018年 | 7月 - 10月         | つくもがみ貸します                              | むらた雅彦                | 田中奈都湖                    |                                            |
| 2020年 | 4月 - 6月          | 神之塔 -Tower of God-                           | 佐野隆史                  | 徳永智広 諸澤昌男             |                                            |
| 2021年 | 4月 - 6月          | イジらないで、長瀞さん                          | 花井宏和                  | 徳永智広                      |                                            |
| 2023年 | 10月 - 2024年3月   | 七つの大罪 黙示録の四騎士                       | 小平麻紀                  | 田中奈都湖                    |                                            |
| 2024年 | 4月 - 6月          | アストロノオト                                  | 高松信司（総） 春日森春木 | 田中奈都湖                    |                                            |
| 2024年 | 10月 - 2025年3月頃 | アオのハコ                                      | 矢野雄一郎                | 菊池等                        |                                            |
| 2024年 | 10月 - 12月        | 七つの大罪 黙示録の四騎士（第2期）              | 小平麻紀                  | 田中奈都湖                    |                                            |

### 劇場アニメ
| 公開年 | タイトル                               | 監督                           | アニメーション プロデューサー | 備考                                                                 |
| ------ | -------------------------------------- | ------------------------------ | ----------------------------- | -------------------------------------------------------------------- |
| 1979年 | ルパン三世 カリオストロの城            | 宮崎駿                         | N/A                           |                                                                      |
| 1981年 | じゃりン子チエ                         | 高畑勲                         | N/A                           |                                                                      |
| 1989年 | NEMO/ニモ                              | 波多正美 ウィリアム・T・ハーツ | N/A                           |                                                                      |
| 1995年 | ルパン三世 くたばれ!ノストラダムス     | 伊藤俊也 白土武                | N/A                           | 共同制作：東京ムービー新社                                           |
| 2011年 | おぢいさんのランプ                     | 滝口禎一                       | N/A                           | 2010年度若手アニメーター育成プロジェクト「PROJECT A」参加作品        |
| 2012年 | BUTA                                   | 友永和秀                       | N/A                           | 2011年度若手アニメーター育成プロジェクト「アニメミライ2012」参加作品 |
| 2014年 | LUPIN THE IIIRD 次元大介の墓標         | 小池健                         | 浄園祐                        |                                                                      |
| 2016年 | orange -未来-                          | 浜崎博嗣（総）                 | N/A                           |                                                                      |
| 2017年 | LUPIN THE IIIRD 血煙の石川五ェ門       | 小池健                         | 浄園祐                        |                                                                      |
| 2019年 | LUPIN THE IIIRD 峰不二子の嘘           | 小池健                         | 浄園祐                        |                                                                      |
| 2022年 | ブルーサーマル                         | 橘正紀                         | 諸澤昌男                      |                                                                      |
| 2025年 | LUPIN THE IIIRD THE MOVIE 不死身の血族 | 小池健                         | N/A                           |                                                                      |

### OVA
| 発売年 | タイトル                                | 監督     | アニメーション プロデューサー | 備考                             |
| ------ | --------------------------------------- | -------- | ----------------------------- | -------------------------------- |
| 2016年 | バキ 最凶死刑囚編SP（スペシャル）アニメ | 滝口禎一 | N/A                           | 『刃牙道』14巻の特別限定版に同梱 |

### Webアニメ
| 開始年 | 配信期間         | タイトル                          | アニメーション プロデューサー | 監督     |
| ------ | ---------------- | --------------------------------- | ----------------------------- | -------- |
| 2022年 | 4月 - 7月        | Shenmue the Animation             | 田中奈都湖                    | 櫻井親良 |
| 2022年 | 12月 - 2023年1月 | LUPIN ZERO                        | N/A                           | 酒向大輔 |
| 2025年 | 6月20日          | LUPIN THE IIIRD 銭形と2人のルパン | N/A                           | 小池健   |

### ゲーム
| 発売年 | タイトル                                      | 備考                 |
| ------ | --------------------------------------------- | -------------------- |
| 1995年 | 輝水晶伝説 アスタル                           | アニメのカットシーン |
| 1995年 | 魔法騎士レイアース                            | アニメのカットシーン |
| 1997年 | ソニック ジャム                               | アニメのカットシーン |
| 2002年 | 怪盗スライ・クーパー                          | アニメのカットシーン |
| 2009年 | 鋼の錬金術師 FULLMETAL ALCHEMIST -暁の王子-   | アニメのカットシーン |
| 2009年 | 鋼の錬金術師 FULLMETAL ALCHEMIST -黄昏の少女- | アニメのカットシーン |
| 2010年 | 鋼の錬金術師 FULLMETAL ALCHEMIST 約束の日へ   | アニメのカットシーン |
| 2023年 | ソニックスーパースターズ                      | アニメのカットシーン |

### 制作協力
東京ムービー、トムス・エンタテインメント制作作品
- ルパン三世（テレビシリーズ、1977年 - 1980年）
- 太陽の使者 鉄人28号（テレビシリーズ、1980年 - 1981年）
- 日生ファミリースペシャル『姿三四郎』（1981年）
- 花王名人劇場『東海道四ッ谷怪談』（1981年）
- SPACE ADVENTURE コブラ（劇場作品、1982年）
- 名探偵ホームズ（テレビシリーズ、RAIとの共同制作名義、1984年 - 1985年）
- マイティ・オーボッツ（テレビシリーズ、MGMとの共同制作名義、1984年）
- ルパン三世 バビロンの黄金伝説（劇場作品、1985年）
- Bugってハニー（テレビシリーズ、1987年）
- バイオニックシックス（テレビシリーズ、MCAとの共同制作名義、1987年 - 1989年）
- それいけ!アンパンマン（テレビシリーズ、1988年 - ）
- AKIRA（劇場作品、1988年）
- おざなりダンジョン 風の塔（OVA、1991年）
- サッカーフィーバー（テレビシリーズ、RAIとの共同制作名義、1994年 - 1995年）
- バーチャファイター（テレビシリーズ、1995年 - 1996年）
- 名探偵コナン 14番目の標的（劇場作品、1998年）
- モンスターファーム〜円盤石の秘密〜（テレビシリーズ、1999年）
- サイバーシックス（テレビシリーズ、2000年）
- ソニックX（テレビシリーズ、2003年 - 2004年）
- 天使な小生意気（テレビシリーズ、2003年）
- 名探偵コナン 探偵たちの鎮魂歌（劇場作品、2006年）
- 名探偵コナン 天空の難破船（劇場作品、2010年）
- 名探偵コナン 11人目のストライカー（劇場作品、2012年）
- 名探偵コナン BONUS FILE ファンタジスタの花（OVA、2012年）
- ルパン三世VS名探偵コナン THE MOVIE（劇場作品、2013年）
- それいけ!アンパンマン おもちゃの星のナンダとルンダ（劇場作品、2016年）
- 名探偵コナン から紅の恋歌（劇場作品、2017年）
- それいけ!アンパンマン ブルブルの宝探し大冒険!（劇場作品、2017年）

ワーナー・ブラザース制作作品
- アンブリン・エンターテインメントとの共作
  - タイニー・トゥーンズ（テレビシリーズ、1990年 - 1993年）
  - タイニー・トゥーンズの夏休み（Tiny Toon Adventures: How I Spent My Vacation）（1992年）
  - アニマニアックス（テレビシリーズ、1993年 - 1998年）
  - ピンキー&ブレイン（テレビシリーズ、1995年 - 1998年）
  - アニマニアクス ザ・ウィッシング・スター（Wakko's Wish）（1999年）

- DCコミックスとの共作
  - バットマン（テレビシリーズ、1992年 - 1999年）
  - スーパーマン（テレビシリーズ、1996年 - 2000年）
  - バットマン・ザ・フューチャー 〜甦ったジョーカー〜（Batman Beyond: Return of the Joker）（2000年）
  - グリーンランタン（Green Lantern: First Flight）（2009年）
  - ジャスティスリーグ:ドゥーム（2012年）
  - スーパーマンVSエリート（2012年）

- カートゥーン ネットワーク（アダルトスイム）との共作
  - Rick and Morty: The Anime（原題）（テレビシリーズ、公開日未定）

- オリジナル作品
  - シルベスター&トゥイーティー ミステリー（The Sylvester & Tweety Mysteries）（テレビシリーズ、1995年 - 2002年）

ウォルト・ディズニー・カンパニー制作作品
- ワズルス（The Wuzzles）（テレビシリーズ、1985年）
- ガミー・ベアの冒険（テレビシリーズ、1985年 - 1991年）
- わんぱくダック夢冒険（テレビシリーズ、1987年 - 1990年）
- 新くまのプーさん（The New Adventures of Winnie the Pooh）（テレビシリーズ、1988年 - 1991年）
- チップとデールの大作戦（テレビシリーズ、1989年 - 1990年）
- ティガー・ムービー プーさんの贈りもの（ウォルト・ディズニー・アニメーション・ジャパン、製作協力）（2000年）

フィルメーション制作作品
- 怪傑ゾロ（The New Adventures of Zorro）（テレビシリーズ、1981年）

DICエンターテイメント（DICアニメーションシティ）制作作品
- 宇宙伝説ユリシーズ31（パイロット、東京ムービーとの共同制作名義、1980年）
- ガジェット警部（テレビシリーズ、1983年 - 1986年）
- リトルズ（The Littles）（テレビシリーズ、1983年 - 1985年）
- キャッツ&カンパニー（テレビシリーズ、1984年 - 1988年）
- わんぱくデニス（テレビシリーズ、1986年 - 1988年）
- シルバニアファミリー（テレビシリーズ、1987年 - 1988年）
- シルバニアファミリー（米国内劇場公開作品、1988年）
- レインボーブライト（テレビシリーズ、1989年 - 1990年）
- アニメ ゴーストバスターズ（The Real Ghostbusters）（テレビシリーズ、1986年 - 1991年）
- アルフ・ザ・アニメイテッド・シリーズ（テレビシリーズ、1987年）
- アドベンチャーズ・オブ・ソニック・ザ・ヘッジホッグ（Adventures of Sonic the Hedgehog）（テレビシリーズ、1993年 - 1996年）

サバン・エンターテイメント制作作品
- ピーターパン（Peter Pan and the Pirates）（テレビシリーズ、20世紀フォックスとの共同制作名義、1990年 - 1991年）
- スパイダーマン（テレビシリーズ、マーベルとの共同制作名義、原動画：韓国、1994年 - 1998年）

NBCユニバーサル
- アメリカ物語 ファイベル/こころの宝物をさがして…（1998年、ユニバーサル・ピクチャーズ）
- 川越ボーイズ・シング（テレビシリーズ、2023年、NBCユニバーサル・エンターテイメントジャパン）

スタジオジブリ制作作品
- 天空の城ラピュタ（劇場作品、1986年）
- 紅の豚（劇場作品、1992年）
- 平成狸合戦ぽんぽこ（劇場作品、1994年）
- 耳をすませば（劇場作品、1995年）
- On Your Mark（劇場作品、1995年）
- もののけ姫（劇場作品、1997年）
- 猫の恩返し（劇場作品、2002年）
- 風立ちぬ（劇場作品、2013年）

マッドハウス制作作品
- WXIII 機動警察パトレイバー（劇場作品、2002年）
- ぴたテン（テレビシリーズ、2002年）
- 花田少年史（テレビシリーズ、2002年）
- 茄子 アンダルシアの夏（劇場作品、2003年）
- ピアノの森（劇場作品、2007年）
- 劇場版 HUNTER×HUNTER -The LAST MISSION-（劇場作品、2013年）

サンライズ、BN Pictures制作作品
- 犬夜叉（テレビシリーズ、2000年 - 2004年）
- 焼きたて!!ジャぱん（テレビシリーズ、2004年 - 2006年）
- 結界師（テレビシリーズ、2006年 - 2008年）
- いばらの王 -King of Thorn-（劇場作品、2010年）
- アイカツ!（テレビシリーズ、2012年 - ）※50話までは各話ごとの制作協力ではなく、シリーズ通しての制作協力。以後は各話制作協力
- 劇場版アイカツ!（劇場作品、2014年）

タツノコプロ制作作品
- ナースウィッチ小麦ちゃんマジカルて（ビデオシリーズ、2002年）

ボンズ制作作品
- 機巧奇傳ヒヲウ戦記（テレビシリーズ、2001年）
- 天保異聞 妖奇士（テレビシリーズ、2006年）
- ソウルイーター（テレビシリーズ、2008年）
- 鋼の錬金術師 FULLMETAL ALCHEMIST（テレビシリーズ、2009年）

GONZO制作作品
- ブレイブ ストーリー（劇場作品、2006年）
- 月面兎兵器ミーナ（テレビシリーズ、2007年）
- ラストエグザイル-銀翼のファム-（テレビシリーズ、2011年）

エー・シー・ジー・ティー制作作品
- Project BLUE 地球SOS（テレビシリーズ、2006年）

シンエイ動画制作作品
- ドラえもん映画作品
- クレヨンしんちゃん 電撃!ブタのヒヅメ大作戦（劇場作品、1998年）

スタジオコメット制作作品
- 宙のまにまに（テレビシリーズ、2009年）

Production I.G制作作品
- 君に届け（テレビシリーズ、2009年）
- BLOOD-C（テレビシリーズ、2011年）

マングローブ制作作品
- さらい屋 五葉（テレビシリーズ、2010年）

### その他
| 年     | タイトル                     | 備考                 |
| ------ | ---------------------------- | -------------------- |
| 2013年 | バイク王×ルパン三世          | テレビCM             |
| 2017年 | Suzuki Swift Sports CF       |                      |
| 2018年 | 広島ガス「このまち思い物語」 | CM                   |
| 2019年 | バットマンズ                 | アニメPV             |
| 2021年 | ホクレン from North Field    | テレビCM、北海道限定 |

## 関連人物

### 役員
2024年7月現在。
代表取締役社長
- 竹崎忠

取締役
- 石山桂一
- 福永寛康

監査役
- 芳山泰久

### アニメーター・演出家
- 友永和秀
- 富沢信雄
- 大塚康生
- 田中敦子
- 月岡貞夫
- 宮崎駿
- 高畑勲
- 近藤喜文
- 貞本義行
- 宮崎なぎさ（二宮ハルカ）
- うつのみや理（うつのみやさとる）
- 丹内司
- 青木康直
- 片渕須直
- 田中達之
- 橋本晋治
- 大木賢一
- 柴田由香
- 板垣伸
- 辻野芳輝（辻野寅次郎）
- 難波日登志（三條なみみ）
- 山内昇寿郎
- 片山一良
- 八崎健二
- 矢野雄一郎
- 増田敏彦
- 青山浩行
- 赤城博昭
- 木村豪

### 制作
- 藤岡豊（創業者・初代社長）
- 竹内孝次（2代目社長）
- 浄園祐（3代目社長）
- 松元理人
- 近藤光（逢瀬祭、現：ユーフォーテーブル代表取締役社長）
- 谷口理
- 井内知樹
- 伊東耕平
- 諸澤昌男（マッドハウス出身[12]）
- 田中奈都湖
- 徳永智広（元制作部長、現：コミックス・ウェーブ・フィルム代表取締役社長[13]）